# Lacina Traoré
Lacina Emeghara Traoré' (1990. május 20.) elefántcsontparti hivatásos labdarúgó, aki legutóbb a portugál Varzim csapatában játszott csatárként. Beceneve "A nagy fa", 2,03 méteres termete miatt, amivel a legmagasabb profi labdarúgók közé tartozik.

## Klub Karrierje

### Korai Karrierje

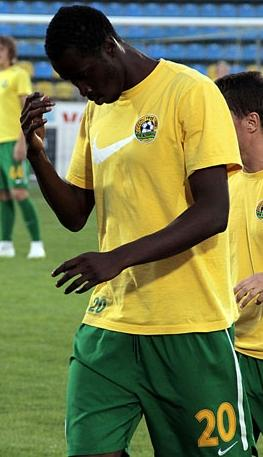
Traoré a Kuban Krasnodar-ban játszott

Az elefántcsontparti Abidjan-ban nőtt fel, Traoré a Jean-Marc Guillou által vezetett ASEC Mimosas futballiskolában kezdte pályafutását, majd 2006-ban a Stade d'Abidjan-hoz szerződött. Abidjanban játszott 2008 januárjáig, amikor is a román klubhoz, a CFR Cluj-hoz csatlakozott.

### CFR Cluj
Traoré a CFR Cluj színeiben debütált Európában, a 2009-10-es Európa Liga csoportkörének első mérkőzésén, a FC København ellen szerzett második góljával. Ezt követően újabb gólt szerzett a AC Sparta Praha elleni 3-2-es hazai vereség alkalmával. A következő szezon Traoré számára zökkenőmentesen folytatódott Kolozsváron, amikor is állandóan az első csapatban szerepelt teljes értékű törzstagként. A 2010. augusztus 13-i, FC Astra Giurgiu elleni mérkőzésen megszerezte első bajnoki gólját. Traoré pályafutásának első piros lapját egy brutális szabálytalanság után a második félidőben, amikor a CFR 3-0-ra kikapott a FC Sportul Studențesc București ellen szerzett 2010 augusztus 20-án. 2010 november 15-én a Gloria Bistrița ellen 3-0-ra megnyert mérkőzésen megszerezte pályafutása első dupláját. A 2010-11-es bajnokok ligája csoportkörében Traoré egy gólt szerzett az Basel elleni 2-1-es győzelem alkalmával és egy gólt az AS Roma elleni 1-1-es döntetlen alkalmával (miután az első mérkőzésen kétszer is betalált a kapuba Olaszországban ugyanezen csapat ellen), mindkét mérkőzés a csoportkörben.

### Kuban Krasnodar

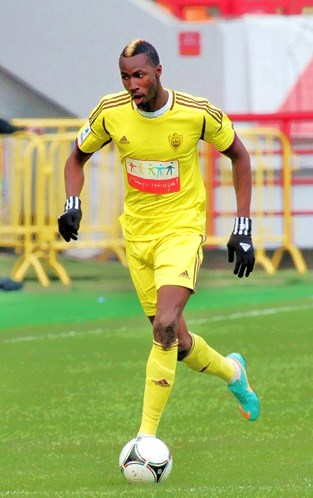
Traoré a Anzhi Makhachkalában játszott 2012-ben

2011 februárjában Traoré az FC Kuban Krasnodar-ba az Orosz Premier League-be igazolt, állítólag 6 millió euróért. A szezonnyitó mérkőzésen, 2011. március 13-án Traoré debütált, csereként állt be a Rubin Kazan ellen 2-0-ra elveszített mérkőzésen. 2011. április 2-án Traoré megszerezte első bajnoki gólját a szezonban, majd a Szpartak Moszkva elleni 3-1-es győzelem alkalmával előkészítette Vladislav Kulik gólját. A mérkőzés után Traoré elmondása szerint első gólját a klub szurkolóinak ajánlotta. Traoré ezután megszerezte első dupláját az orosz futballban, és előkészítette Gheorghe Bucur gólját az Amkar Perm elleni 3-2-es győzelem alkalmával. Májusban Traorét a klub a hónap játékosának választotta az utóbbi időben nyújtott jó teljesítményéért. További jó teljesítményével szeptemberben a hónap játékosa lett. Traoré első szezonjában a Kuban Krasznodarban 38 alkalommal lépett pályára, és 18-szor volt eredményes az összes versenyben. Az oroszországi futballkarrierje kezdetén Traorét honfitársához, Seydou Doumbiához hasonlították.

### Anzsi Mahacskala

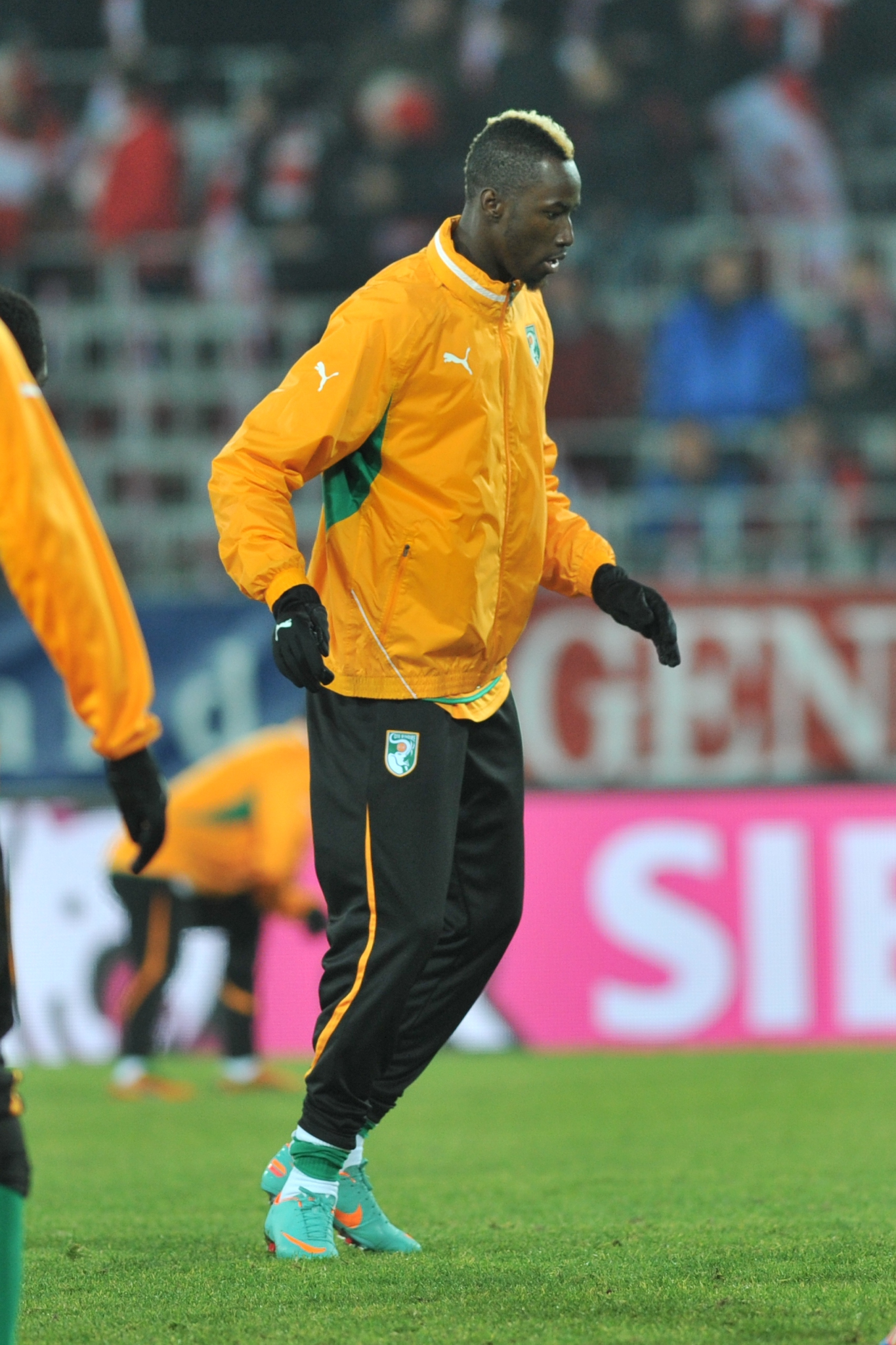
Traoré a nemzeti csapatával edz a bemutatkozása előtt.

2012. június 29-én az Anzhi Makhachkala arról számolt be, hogy egy meg nem nevezett összegért szerződtette Traorét. Médiajelentések 18 millió euró körülire becsülték az átigazolási díjat. A klubhoz való csatlakozásakor Traoré a 19-es mezszámot kapta meg és célja az volt, hogy a közeljövőben nagyon sikeressé tegye a klubot.
Traoré július 22-én a korábbi klubja, a Kuban Krasznodar ellen szerezte első gólját a klub színeiben, a 43. percben győztes gólt szerzett az Anzhi számára. Az Anzhi kilenc év után először játszott európai mérkőzést a selejtezőkörben az AZ Alkmaar ellen, és 1 gólt szerzett. Ezt követően a visszavágón újabb gólt szerzett, és a klub végül 5-0-s győzelemmel jutott tovább a csoportkörben. Újabb gólt szerzett az Anzhi november 8-án, a Liverpool elleni 1-0-s vereség alkalmával, a 2012-13-as Európa Liga csoportmérkőzésén. Az orosz Sport Expressz újság Traorét nevezte az Anzhi legkiemelkedőbb játékosának első szezonjában. Második szezonjában az Anzsiban Traoré nagyon jól kezdte a szezont, amikor gólt szerzett az Lokomotiv Moszkva elleni 1-1-es döntetlen alkalmával. A bejelentést azonban üzleti szintű átszervezések árnyékolták be, ami miatt az Anzhi úgy döntött, hogy az egész csapatot átigazolási listára teszi, beleértve a nemrég szerződtetett Traorét, ráadásul még egy sérülés is sújtotta.

### Monaco
2014. január 4-én Traoré négy és fél éves szerződést írt alá a Ligue 1-ben szereplő Monaco-val. Állítólag 14 millió euró körül szerződtették. Traoré korábban is érdekelt volt a klubnál a nyári átigazolási időszakban. A Monaco azt tervezte, hogy szerződteti Traorét, majd kölcsönadja az Anzhinak.

#### Kölcsön az Evertonban
Miután csatlakozott a Monacóhoz, a West Ham United más klubokkal küzdött Traoré szerződtetéséért. Ehelyett Traoré 2014. január 24-én az Evertonhoz csatlakozott kölcsönbe a 2013-14 Premier League szezon végéig miután megkapta a munkavállalási engedélyét és megkapta a 28-as számú mezt. Első Everton-gólját debütálásakor, február 16-án szerezte, a Swansea City ellen 3-1-re megnyert FA-kupa mérkőzésen. Traoré a bemelegítés során megsérült a combhajlítóizma a Chelsea elleni mérkőzésen. 2014. február 22-én, a szezon utolsó mérkőzéséig ki volt zárva, ahol egyetlen bajnoki mérkőzésén a Hull City elleni mérkőzésen.

#### Vissza a Monacoba
Az Evertonnál eltöltött katasztrofális időszak után az új menedzser Leonardo Jardim lehetőséget adott Traorénak az első csapatban, miután visszahívták az új szezon előtt. Azonban visszaesést szenvedett, amikor combizomsérülést szenvedett, ami miatt a szezon elején kihagyta az első kilenc mérkőzést. Jardim menedzser nyilatkozott Traoré idézésével kapcsolatban: "Megsérült. Vissza fog térni. Bízom benne." Felépülését követően Traoré bemutatkozott a Monacoban, ahol a 64. percben Anthony Martial helyett állt be a 64. percben az Évian ellen 2-0-ra megnyert mérkőzésen 2014. október 17-én. Traoré november 9-én, az Saint-Étienne elleni 1-1-es döntetlen alkalmával szerezte első monacói gólját. 2016. január 3-án, amikor a Monaco a hetedosztályú Saint-Jean Beaulieu-t fogadta a Coupe de France legjobb 64 között, Traoré négy gólt szerzett a 10-2-es győzelemhez, annak ellenére, hogy a félidőben kiállították.

#### Kölcsönben a CSKA Moszkvában
2016. július 13-án visszatért Oroszországba, és a 2016-17-es szezonra kölcsönbe ment a CSKA Moszkva-hoz. 2017. január 29-én, miután a CSKA szerződtette a másik csatárt, Aaron Olanare, Traoré kikerült a CSKA orosz Premier League játékoskeretéből, mivel újabb kölcsönszerződésről tárgyalt a Sporting Gijón.

#### Kölcsönben a Sporting Gijónnál
2017. január 31-én kölcsönszerződést írt alá a Sporting Gijón-hoz, amely a 2016-17-es szezon végéig szól. 2017. február 5-én debütált a La Liga-ban a Deportivo Alavés ellen, amikor a 70. percben csereként állt be, és debütálásakor gólt szerzett, csapata 2-4-es vereséget szenvedett. A Gijón következő mérkőzésén, 2017. február 12-én a CD Leganés ellen kezdett.

#### Kölcsönben az Amiensnél
2017. augusztus 31-én Traoré a Ligue 1-ben szereplő Amiens SC-hez csatlakozott egy szezonra szóló kölcsönszerződéssel.

### Újpest
2019 februárjában magyar klubhoz, az Újpesthez igazolt. 9 mérkőzésen 3 gólt szerzett.

### Vissza a CFR Clujba
2019. augusztus 15-én, 8 év után visszatért a Liga I bajnok CFR Cluj-hoz.

## Válogatott-pályafutása

### 2011 CAF U-23-as bajnokság
Traoré részt vett Elefántcsontpart sikeres 2011-es CAF U-23-as világbajnokság selejtezőjében. Traoré gólt szerzett a Libériai U23-as válogatott ellen 4-0-ra megnyert mérkőzésen. Nevezték Elefántcsontpart csapatába is a torna végső szakaszában, amely a CAF kvalifikációjaként szolgált a 2012-es nyári olimpiai labdarúgótornán. Elefántcsontpart nem szerepelt túl jól a versenyben, a csoportkörben Egyiptom és Gabon mögött a harmadik helyen végzett. Traoré a Gabon elleni 3-1-es vereség alkalmával szerzett vigaszgólt.

### 2013 CAF Afrikai Nemzetek Kupája
Traoré bekerült az elefántcsontpartiak végleges keretébe, és két mérkőzésen játszott. Tunézia ellen 68 percet játszott, mielőtt Didier Drogba lecserélte. Ezután 7 percet játszott Nigéria ellen a negyeddöntőben, amely 2-1-es vereséget követően véget vetett az elefántcsontpartiaknak. A 2013-14-es szezon végén Traoré eredetileg szerepelt az ország világbajnoki keretében, de aztán kimaradt, miután a válogatott menedzsere kiválasztotta a végleges keretet.

## Magán élete
Traoré muszlim és 16 testvére van. Közülük ketten szintén labdarúgók voltak: Messa Traoré, aki Romániában az Politehnica Timișoara csapatában játszott, és Lajo Ménéné, aki európai karrierjét a CFR Cluj-nál kezdte, ahová Lacina hozta.

#### Góljai az elefántcsontparti válogatottban
| #  | Dátum              | Ellenfél | Eredmény | Kiírás              | Esemény     |
| -- | ------------------ | -------- | -------- | ------------------- | ----------- |
| 1. | 2012. november 14. | Ausztria | 3 – 0    | barátságos mérkőzés | 46' 76'     |
| 2. | 2013. január 14.   | Egyiptom | 4 – 2    | barátságos mérkőzés | 40' 46'     |
| 3. | 2013. június 8.    | Gambia   | 3 – 0    | Vb-selejtező        | 12' 23' 64' |
| 4. | 2013. június 16.   | Tanzánia | 4 – 2    | Vb-selejtező        | 13' 90'     |

## Trófeái
| Szezon    | Klub             | Trófea                  |
| --------- | ---------------- | ----------------------- |
| 2009-2010 | CFR 1907 Cluj    | Román bajnokság         |
| 2008-09   | CFR 1907 Cluj    | Román kupa              |
| 2009-10   | CFR 1907 Cluj    | Román kupa              |
| 2009      | CFR 1907 Cluj    | Román szuperkupa        |
| 2010      | CFR 1907 Cluj    | Román szuperkupa        |
| 2015      | Elefántcsontpart | Afrikai nemzetek kupája |

## Külső hivatkozások
- Lacina Traoré adatlapja a National-Football-Teams.com oldalon (angolul)

- Traoré (magyar nyelven). hlsz.hu
- Lacina Traoré az MLSZ adatbázisában